# Liliana Spinozzi Monai
Liliana Spinozzi Monai, jezikoslovka, * 30. oktober 1936, Trst. 

## Življenje in šolanje
Liliana Spinozzi Monai se je rodila 30. oktobra 1936 v Trstu. Osnovno šolo je obiskovala v raznih krajih na Notranjskem, srednjo šolo in klasični licej pa v Čedadu. 
Na tržaški univerzi je študirala leposlovje in tam tudi doktorirala z zgodovinsko disertacijo Il Cardinale Pier Antonio Zorzi e il giansensismo. Po končanem študiju je začela poučevati na šoli v Špetru ob Nadiži. Kasneje je študij še nadaljevala na področju slavistike na novoustanovljeni univerzi v Vidmu. Za študij slavistike jo je motivirala ozaveščenost lastnega izvora. Na fakulteti se je posvetila predvsem jezikoslovju ruskega in slovenskega jezika. Izpopolnjevala se je pri Robertu Gusmaniju, profesorju glotologije in klasične filolofije. Za svoj drugi doktorat je v disertaciji objavila in uredila še neobjavljeno dialektološko gradivo, ki ga je Baoudouin de Courtenay zapisal v Nadiških dolinah okrog leta 1873. 

## Delo
Ob srečanjih s pokojnima akademikoma Pavlom Merkujem in Milkom Matičetovim se je navdušila nad  ljudskim izročilom Beneške Slovenije in se začela ukvarjati z besediščem zahodnoslovenskih narečij. Za Slovenski lingvistični atlas (SLA) je obdelala govor Špetra Slovenov (naselje ob vznožju Nadiških dolin v Beneški Sloveniji), za Slovanski lingvistični atlas (OLA) pa govor Sv. Lenarta (točka Ošnje). Od leta 2019 je dopisna članica Slovenske akademije znanosti in umetnosti. Liliana Spinozzi Monai od leta 1990 sodeluje z Rusko akademijo znanosti.  S podporo Univerzitetnega konzorcija Furlanije je Liliana Spinozzi Monai odpotovala v Sankt Peterburg in v arhivih Ruske akademije znanosti raziskovala Baudouinove rokopise. S pomočjo kolegov ji je uspelo skopirati 7405 rokopisnih lističev dela Bauduinovega gradiva, ki se nanašajo na tersko narečje. Obdelano gradivo je leta 2009 izdala na 700 straneh v knjigi z naslovom Il Glosario del dialetto del Torre (Glosar terskega narečja) di Jan Baudouin de Courtenay.